# Villers-en-Prayères
Villers-en-Prayères és un municipi francès situat al departament de l'Aisne i a la regió dels Alts de França. L'any 2007 tenia 117 habitants.

## Demografia

### Població
El 2007 la població de fet de Villers-en-Prayères era de 117 persones. Hi havia 52 famílies de les quals 16 eren unipersonals (8 homes vivint sols i 8 dones vivint soles), 20 parelles sense fills i 16 parelles amb fills.
La població ha evolucionat segons el següent gràfic:
Habitants censats

### Habitatges
El 2007 hi havia 57 habitatges, 50 eren l'habitatge principal de la família, 4 eren segones residències i 3 estaven desocupats. Tots els 57 habitatges eren cases. Dels 50 habitatges principals, 42 estaven ocupats pels seus propietaris, 6 estaven llogats i ocupats pels llogaters i 2 estaven cedits a títol gratuït; 1 tenia una cambra, 3 en tenien dues, 4 en tenien tres, 10 en tenien quatre i 32 en tenien cinc o més. 37 habitatges disposaven pel capbaix d'una plaça de pàrquing. A 19 habitatges hi havia un automòbil i a 23 n'hi havia dos o més.

### Piràmide de població
La piràmide de població per edats i sexe el 2009 era:
| Homes | Edats   | Dones |
| ----- | ------- | ----- |
| 0     | 95 o +  | 0     |
| 0     | 90 a 94 | 4     |
| 0     | 85 a 89 | 0     |
| 0     | 80 a 84 | 0     |
| 4     | 75 a 79 | 0     |
| 0     | 70 a 74 | 8     |
| 0     | 65 a 69 | 4     |
| 4     | 60 a 64 | 0     |
| 4     | 55 a 59 | 4     |
| 4     | 50 a 54 | 4     |
| 4     | 45 a 49 | 8     |
| 4     | 40 a 44 | 0     |
| 4     | 35 a 39 | 8     |
| 8     | 30 a 34 | 0     |
| 0     | 25 a 29 | 4     |
| 4     | 20 a 24 | 0     |
| 4     | 15 a 19 | 8     |
| 4     | 10 a 14 | 8     |
| 0     | 5 a 9   | 0     |
| 4     | 0 a 4   | 0     |

## Economia
El 2007 la població en edat de treballar era de 78 persones, 60 eren actives i 18 eren inactives. De les 60 persones actives 54 estaven ocupades (31 homes i 23 dones) i 6 estaven aturades (5 homes i 1 dona). De les 18 persones inactives 5 estaven jubilades, 4 estaven estudiant i 9 estaven classificades com a «altres inactius».

### Ingressos
El 2009 a Villers-en-Prayères hi havia 51 unitats fiscals que integraven 116 persones, la mediana anual d'ingressos fiscals per persona era de 20.950 €.

### Activitats econòmiques
Dels 5 establiments que hi havia el 2007, 1 era d'una empresa de fabricació d'altres productes industrials, 1 d'una empresa de transport, 2 d'empreses d'hostatgeria i restauració i 1 d'una entitat de l'administració pública.
Dels 2 establiments de servei als particulars que hi havia el 2009, 1 era un taller de reparació d'automòbils i de material agrícola i 1 restaurant.

## Poblacions més properes
El següent diagrama mostra les poblacions més properes.